# 奧馬斯 (印第安納州)
奧馬斯（英語：Ormas）是位於美國印第安納州諾布爾縣的一個非建制地區。該地的面積和人口皆未知。

## 地理
奧馬斯所處的海拔為高於海平面276米（即906英呎），而該地所採用的時區為UTC-5，即北美東部時區（EST）。同時該地設有夏令時間，為UTC-5調快一小時，即UTC-4（EDT）。